# Agnes Skinner
Agnes Skinner (stem gedaan door Tress MacNeille) is een personage uit de animatieserie The Simpsons. Ze is de moeder van schoolhoofd Seymour Skinner, bij wie hij nog steeds in huis woont. Haar stem en lach zijn gebaseerd op die van Phyllis Diller.
Agnes is erg dominant tegenover haar zoon, en regelt vrijwel iedere keer als ze opduikt zijn leven. Ze heeft duidelijk een ongezonde relatie met haar zoon, die doet denken aan psychose. Als Seymour thuis is, heeft hij niets tegen haar in te brengen. Als hij niet thuis is, dan belt ze hem geregeld op. Ze wil ook niet dat hij met andere vrouwen praat.
Agnes’ hobby's zijn het maken van silhouetten, foto’s van cakes verzamelen en problemen veroorzaken. Ze maakt vaak brutale opmerkingen naar andere personages, vooral Marge Simpson en Edna Krabappel, zoals "These people can smell weakness. Weakness named Marge!", "Gimbel's is gone, Marge. Long gone. You're Gimbel's!" en "Go spend time with your floozy ... [s]he knows I'm kidding! (whispering) I'm not kidding!"
Ze is lid van de Springfield Investorettes Club en lid van de NRA.
Er bestaat beeldmateriaal van een jonge Agnes als een flapper. Destijds was ze een aantrekkelijke jonge vrouw. Tegenwoordig draagt ze een pruik en droeg ze Jennifer Lopez' beruchte groene Grammy Awards jurk op Homer's roast. Sideshow Mel maakte de opmerking dat de jurk op zijn plaats werd gehouden door de gezamenlijke wilskracht van iedereen in de kamer.
Agnes verscheen oorspronkelijk in de aflevering "The Crepes of Wrath" als een schijnbaar vriendelijke oude dame. Volgens het commentaar op de dvd komt haar huidig gedrag vermoedelijk door een ongeluk waar Bart bij betrokken is.
In de aflevering "The Principal and the Pauper" werd onthuld dat Skinner eigenlijk Armin Tamzarian was, een wees die Agnes aanzag voor haar eigen zoon. De echte Seymour Skinner was een sergeant in het Amerikaanse leger, en kwam om in de Vietnamoorlog.
Korte tijd was Agnes een onzichtbaar personage in de serie, en leek haar rol sterk op die van Norman Bates' moeder uit Psycho.
Homer Simpson · Marge Simpson · Bart Simpson · Lisa Simpson · Maggie Simpson · Abraham Simpson · Patty en Selma Bouvier · Jacqueline Bouvier · Mona Simpson · Santa's Little Helper · Snowball II · Familie Bouvier
Jasper Beardley · Comic Book Guy · Eddie en Lou · Maude Flanders · Ned Flanders · Professor Frink · Barney Gumble · Julius Hibbert · Lionel Hutz · Eerwaarde Lovejoy · Kapitein Horatio McCallister · Hans Moleman · Bleeding Gums Murphy · Apu Nahasapeemapetilon · Mayor Joe Quimby · Dr. Nick Riviera · Agnes Skinner · Cletus Spuckler · Squeaky Voiced Teen · Disco Stu · Moe Szyslak · Kirk Van Houten · Luann Van Houten · Chief Clancy Wiggum
Gary Chalmers · Rod en Todd Flanders · Jimbo Jones · Kearney · Edna Krabappel · Otto Mann · Nelson Muntz · Martin Prince · Seymour Skinner · Milhouse Van Houten · Ralph Wiggum · Groundskeeper Willie · andere studenten
Montgomery Burns · Carl Carlson · Lenny Leonard · Waylon Smithers
Itchy en Scratchy · Kent Brockman · Krusty de Clown · Troy McClure · Rainier Wolfcastle · Radioactive Man
Snake · Kang & Kodos · Sideshow Bob · Fat Tony
Treehouse of Horror
Bart vs. the World · Bart Simpson's Escape from Camp Deadly · The Simpsons Arcadespel · Bart vs. the Space Mutants · Bart's House of Weirdness ·Bart vs. The Juggernauts · Krusty's Fun House · Bartman Meets Radioactive Man · Bart's Nightmare · The Itchy and Scratchy Game · Virtual Bart · Bart and the Beanstalk · Itchy & Scratchy in Miniature Golf Madness · Cartoon Studio · Virtual Springfield · Night of the Living Treehouse of Horror · Bowling · Wrestling · Road Rage · Skateboarding · Hit & Run · The Simpsons Game · The Simpsons: Tapped Out
The Simpsons · The Simpsons Pinball Party
Strips: Simpsons Comics · Bart Simpson serie · Itchy & Scratchy Comics · Bart Simpson's Treehouse of Horror · Futurama/Simpsons Infinitely Secret Crossover Crisis
Tijdschrift: Simpsons Illustrated
Boeken: Bart Simpson's Guide to Life · Family Album · Library of Wisdom · Complete Guides · Planet Simpson · The Simpsons and Philosophy
Actiefiguurtjes: World of Springfield
The Simpsons Movie
Bankgrap ·
Canyonero · 
D'oh! · 
Duff Beer · 
Schoolbordgrap · 